# Perlamantispa tincta
Perlamantispa tincta is een insect uit de familie van de Mantispidae, die tot de orde netvleugeligen (Neuroptera) behoort. 
Perlamantispa tincta is voor het eerst wetenschappelijk beschreven door Navás in 1929.